# Comuna Starosillea, Manevîci
Starosillea (în ucraineană Старосілля) este o comună în raionul Manevîci, regiunea Volînia, Ucraina, formată din satele Roznîci, Semkî, Sîtnîțea și Starosillea (reședința).

## Demografie
Componența lingvistică a satului Starosillea
     Ucraineană (99,59%)
     Alte limbi (0,41%)
Conform recensământului din 2001, majoritatea populației satului Starosillea era vorbitoare de ucraineană (99,59%), existând în minoritate și vorbitori de alte limbi.